# Lichtenau (Westfalen)
Lichtenau ist eine Stadt in Nordrhein-Westfalen, Deutschland. Sie liegt im Bürener Land und gehört zum Kreis Paderborn.

## Geographie

### Geographische Lage
Lichtenau liegt im Süden des Naturparks Teutoburger Wald/Eggegebirge. Der größte Teil des Stadtgebiets gehört zur Paderborner Hochfläche, mit dessen nördlich der Stadt gelegenen Teilfläche Soratfeld, der östliche Randsaum zum Eggegebirge. Durchflossen wird es vom Altenau-Zufluss Sauer.
Der tiefste Punkt des Stadtgebiets liegt mit etwa 172 m ü. NN bei Henglarn, der höchste ist der Schneefelder Berg mit 428 m ü. NN 1 km nordwestlich der Stadtwüstung Blankenrode. Die mittlere Höhe des gesamten Stadtgebiets beträgt etwa 205 m ü. NN.

### Geologie

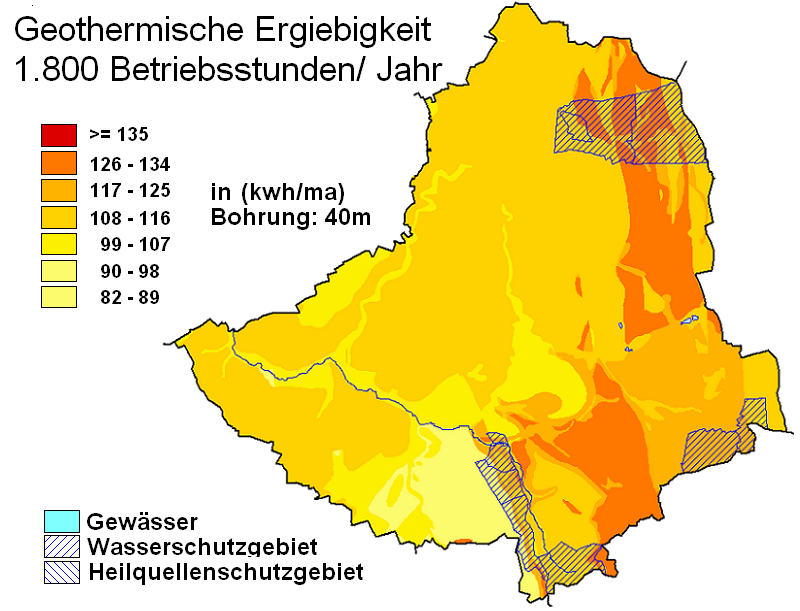
Geothermische Ergiebigkeit des Stadtgebiets

Der Untergrund des Stadtgebiets besteht vorrangig aus Kalk- und Mergelstein der Oberkreide. Sie überdecken Sandstein aus der Unterkreide. Im Westen wird aus den kalkigen Gesteinen der Paderborner Hochfläche aufgebaut, die schwach nach Westen geneigt ist. Da die Gesteine unterschiedlich hart sind, hat sich infolge von Verwitterung eine Schichtstufenlandschaft mit den für diesen Landschaftstyp typischen Trockentälern und Erdfällen gebildet. Niederschläge versickern im klüftigen Kalkstein sehr schnell und lösen im tieferen Untergrund teilweise das Gestein. Die so entstehenden Hohlräume brechen nach, wodurch Erdfälle entstehen. Bei Kleinenberg treten Schichten des Buntsandsteins im beginnenden Erdmittelalter an die Oberfläche. Im Eggegebirge wurden die Gesteine durch gebirgsbildende Vorgänge verstellt und in Pultschollen zerlegt. Vereinzelt finden sich über den Festgesteinen Findlinge oder Löss als Ablagerung des Eiszeitalters.
Die sanft gewellte Hochfläche im Bereich von Lichtenau wird „Soratfeld“, also dürres Feld, genannt und ist – wie es der Name schon vermuten lässt – arm an Oberflächengewässern. Die Bäche, die in den klüftigen Sandsteinen des Eggegebirges entspringen, namentlich der Ellerbach, das Schmittwasser, der Odenheimer Bach und die Sauer, fallen nicht selten und nicht nur im Sommer schon nach kurzem Lauf wieder trocken. Das Wasser versinkt in den verkarsteten Kalksteinen der Oberkreide, setzt seinen Weg unterirdisch fort und tritt in den Karstquellen von Borchen und Paderborn nach zwei bis drei Tagen wieder zutage. Die meisten Gemeinden der Stadt beziehen ihr Trinkwasser über die Wasserwerke Kleinenberg und Herbram-Buchlieth aus den Sandsteinen der Unterkreide. Für Husen, Atteln und Henglarn erfolgt die Trinkwasserversorgung aus den Kalksteinen der Oberkreide durch das Wasserwerk Blindeborn. In Blankenrode wird das Trinkwasser aus einer 123 m tiefen Bohrung aus Gesteinen des Mittleren Buntsandsteins gefördert.
Die reichen Vorkommen an Steinen und Erden, vor allem die verschiedenen Sandstein- sowie Kalk-, Mergelkalk- und Kalkmergelsteinvorkommen, wurden früher für den Bau von Häusern und Scheunen, für den Straßen- und Wegebau sowie als Schüttmaterial verwendet; eine Nutzung findet derzeit jedoch nicht statt. Bis 1927 wurde südlich von Blankenrode im Tagebau Bleikuhlen Galmei abgebaut. Es sind noch geschätzte 15.000 t Zinkvorräte vorhanden, die aber keine wirtschaftliche Bedeutung mehr haben.
Auf der Schichtstufenlandschaft im Westen des Stadtgebietes haben sich großflächig mittelgründige Braunerden mit häufigen Löss-Beimischungen in den Oberböden entwickelt. Sie werden trotz ihrer mäßigen Dürregefährdung weitgehend ackerbaulich genutzt. Auf Steilhängen oder Kuppen, an denen das Kalkgestein fast bis an die Oberfläche reicht, haben sich flachgründige, steinige Rendzinen gebildet, vereinzelt auch tiefgründige, schluffreiche Braunerden und Parabraunerden. Kolluvien aus erodiertem humosem Boden haben sich in den Trockentälern gesammelt, während in den nichttrockenen Tälern der Altenau und ihrer Zuflüsse Gleye gebildet haben, die als Grünland genutzt werden. Im Nordosten des Stadtgebietes herrschen tiefgründige, basenarme Braunerden aus schluffigem Lehm und Podsol-Braunerden vor, die forstwirtschaftlich genutzt werden (Staatsforst Neuenheerse). Der Südosten weist einen kleinräumigen Wechsel verschiedener Festgesteine und Deckschichten mit unterschiedlichsten Böden auf. Im Gebiet finden sich auch die unter Naturschutz stehenden Moore Eselsbett und Schwarzes Bruch mit bis zu zwei Meter mächtigen Torfschichten (Hochmoor), vor allem aber weniger mächtigen Niedermoorböden.
Lichtenau eignet sich weitgehend gut und in Höhenlagen sehr gut zur Nutzung von geothermischen Wärmequellen mittels Erdwärmesonde und Wärmegewinnung durch Wärmepumpenheizungen. Vereinzelte Standorte eignen sich nicht (vgl. dazu die nebenstehende Karte).

### Ausdehnung und Nutzung des Gemeindegebiets
Die als „große Landgemeinde“ klassifizierte Gemeinde bedeckt eine Fläche von 192,17 km². Den größten Flächenanteil nehmen Wald- und Landwirtschaftsfläche mit zusammen ca. 91,8 % ein. Die größte Ausdehnung in Nordsüdrichtung ist ca. 19,1 km, in Ostwestrichtung ca. 19,6 km.
| Fläche nach Nutzungsart | Landwirt- schaftsfläche | Wald- fläche | Gebäude-, Frei- und Betriebsfläche | Verkehrs- fläche | Wasser- fläche | Sport- und Grünfläche | sonstige Nutzung |
| ----------------------- | ----------------------- | ------------ | ---------------------------------- | ---------------- | -------------- | --------------------- | ---------------- |
| Fläche in km²           | 95,03                   | 81,47        | 5,13                               | 7,97             | 1,31           | 1,05                  | 0,26             |
| Anteil an Gesamtfläche  | 49,44 %                 | 42,38 %      | 2,67 %                             | 4,15 %           | 0,68 %         | 0,55 %                | 0,14 %           |

### Nachbargemeinden
Beginnend im Osten im Uhrzeigersinn grenzen an Lichtenau die Städte Bad Driburg, Willebadessen und Warburg (Kreis Höxter), die Stadt Bad Wünnenberg, die Gemeinde Borchen, die Stadt Paderborn und die Gemeinde Altenbeken (Kreis Paderborn).

### Stadtgliederung
Einwohner (Stand: 31. Dezember 2016):
| Ortsteil       | Bevölkerung | männlich | weiblich | Fläche (in km²) | Bevölkerungs- dichte (in E./km²) | Gliederung der Stadt Lichtenau |
| -------------- | ----------- | -------- | -------- | --------------- | -------------------------------- | ------------------------------ |
| Asseln         | 0.462       | 0.237    | 0.225    | 10,88           | 42,46                            |                                |
| Atteln         | 1.458       | 0.745    | 0.713    | 15,44           | 94,43                            |                                |
| Blankenrode    | 0.154       | 0.083    | 0.071    | 10,29           | 14,96                            |                                |
| Dalheim        | 0.160       | 0.084    | 0.076    | 13,17           | 12,16                            |                                |
| Ebbinghausen   | 0.266       | 0.128    | 0.138    | 04,41           | 60,32                            |                                |
| Grundsteinheim | 0.476       | 0.242    | 0.234    | 09,73           | 48,92                            |                                |
| Hakenberg      | 0.207       | 0.100    | 0.107    | 08,06           | 25,68                            |                                |
| Henglarn       | 1.040       | 0.521    | 0.519    | 11,33           | 91,79                            |                                |
| Herbram        | 0.957       | 0.502    | 0.455    | 16,28           | 58,78                            |                                |
| Herbram-Wald   | 0.176       | 0.101    | 0.075    | 00,33           | 533,330                          |                                |
| Holtheim       | 0.919       | 0.477    | 0.442    | 15,85           | 57,98                            |                                |
| Husen          | 1.083       | 0.548    | 0.535    | 15,13           | 71,58                            |                                |
| Iggenhausen    | 0.218       | 0.112    | 0.106    | 04,88           | 44,67                            |                                |
| Kleinenberg    | 1.336       | 0.660    | 0.676    | 23,85           | 56,02                            |                                |
| Lichtenau      | 2.652       | 1.351    | 1.301    | 32,54           | 81,50                            |                                |
| Gesamt:        | 11.5550     | 5.879    | 5.800    | 192,170         | 60,13                            |                                |

Der Inhalt der vorstehenden Tabelle beruht auf Angaben der Stadt Lichtenau, die von denen des statistischen Landesamtes differieren können.

### Klima

Niederschlagsdiagramm Lichtenau-Ort
Niederschlagsdiagramm Lichtenau-Blankenrode

Lichtenau gehört der gemäßigten Klimazone Mitteleuropas an und liegt im Bereich des subatlantischen Seeklimas. Die Winter sind unter atlantischem Einfluss meist mild und die Sommer mäßig warm. Die Jahresmitteltemperatur liegt bei 7–8 °C, wobei anhängig vom stark gegliederten Relief erhebliche mesoklimatische Unterschiede auftreten können. Zum Klima in der Region Ostwestfalen-Lippe, zu der Lichtenau gehört, siehe auch den Artikel Klima in Ostwestfalen-Lippe.
Durch die Lage im subatlantischen Seeklima herrscht ganzjährig ein humides Klima mit relativ gleich verteilten Niederschlägen vor. Auch in Bezug auf Niederschläge machen sich mesoklimatische Unterschiede deutlich bemerkbar. So fallen an der südlich von Lichtenau-Ort in nur rund 9 km gelegenen Messstation Blankenrode im langjährigen Mittel im Juli signifikant weniger Niederschläge als in Lichtenau-Ort.

## Geschichte

### Allgemein

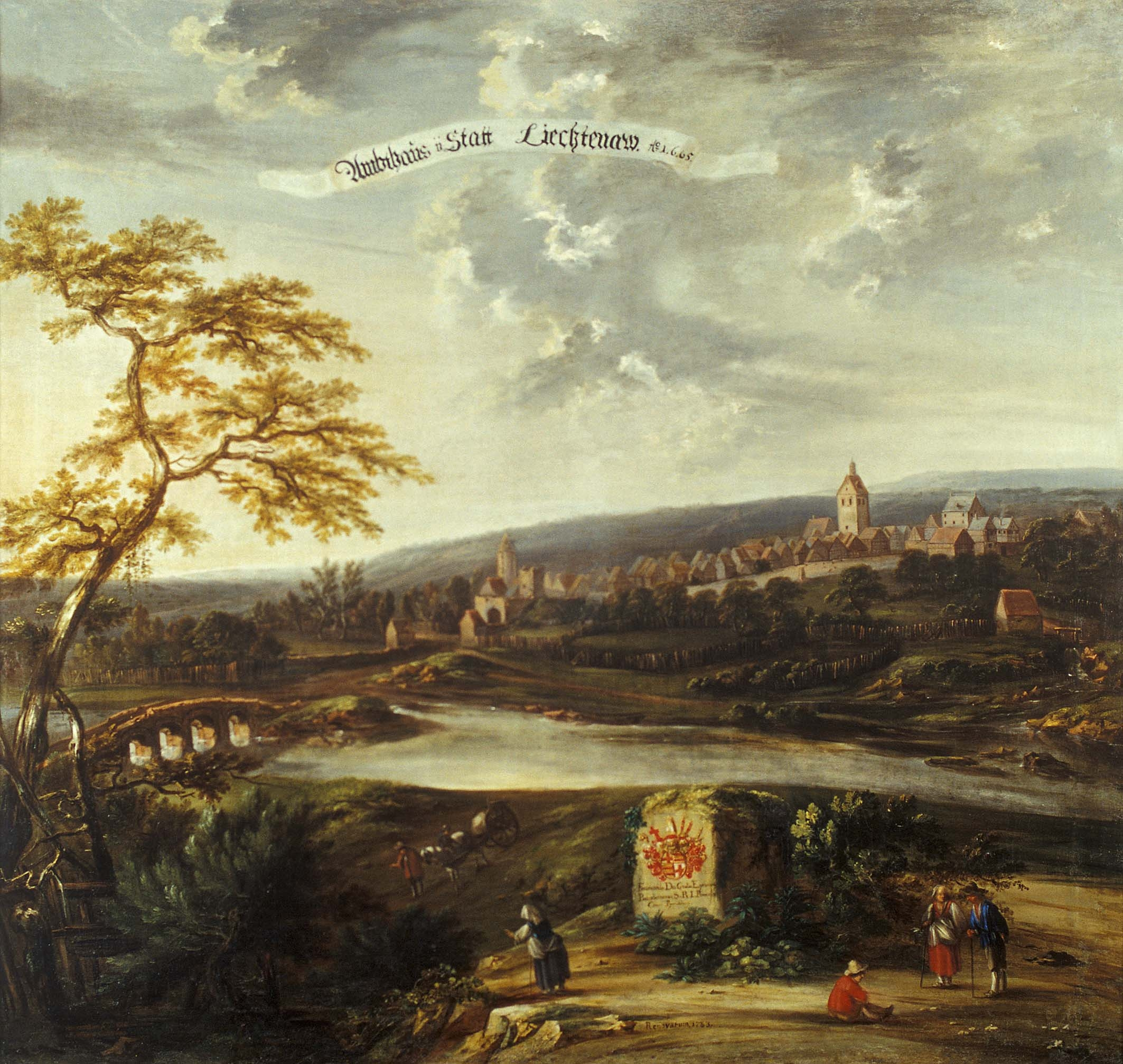
Gemälde der Stadt Lichtenau von Carl Ferdinand Fabritius

Die Stadt Lichtenau gehörte seit der Gründung zur weltlichen Herrschaft des deutschen Bistums Paderborn, ursprünglich im Herzogtum Sachsen. 1273 wurde die noch heute genutzte Pfarrkirche errichtet. Begonnen wurde sie wohl bereits 1233. Am 5. Februar 1326 wurde die Stadt Lichtenau mit der jetzt eingemeindeten Stadt Kleinenberg und der mittelalterlichen Stadt Blankenrode (heute wüst beim heutigen Stadtteil gleichen Namens – siehe Stadtwüstung Blankenrode) erstmals erwähnt (Lechtenauwe). Diese Städte wurden vom Paderborner Bistum zur Sicherung der Landesherrschaft gegen die Grafschaft Waldeck errichtet. Ab dem 14. Jahrhundert bildete sich das Territorium Hochstift Paderborn im Heiligen Römischen Reich, darin ab dem 16. Jahrhundert zum niederrheinisch-westfälischen Reichskreis. Die Ersterwähnung der Stadt steht im Zusammenhang mit spätmittelalterlichen Unruhen und Fehden. Als die 1 km nördlich gelegene Pfarrei Kerkdorf zerstört wurde, wurde das Patronat des Heiligen Kilian auf die Pfarrkirche Lichtenau übertragen. In das Gebiet des Deutschen Ordens ausgewanderte Lichtenauer Einwohner gründeten 1326 die Ortschaft Lichtenau (heute Lechowo) im Ermland, heute Teil der Stadt- und Landgemeinde Pieniężno (dt. Mehlsack). Die Menschen der Umgebung siedelten sich zunehmend um die neu befestigte bischöfliche Burg Lichtenau an. Die Stadt wurde 1394 in der Bengeler Fehde erfolglos belagert aber in Brand geschossen. Schutz bot der Ort nicht immer. Während der paderbornischen Krise musste Lichtenau in der Stiftsfehde 1411–15 vor den Gegnern des Paderborner Bischofs kapitulieren. 1474 überwältigte der Graf Otto IV. von Waldeck Lichtenau. Eine Reihe von Bürgern wurde getötet oder in Gefangenschaft verschleppt. Es war der Beginn eines längeren paderbornisch-waldeckschen Konfliktes.
Mit der Burg war Lichtenau eines der landesherrlichen Stützpunkte des Fürstbischofs, das Amtshaus. 1492 allerdings verpfändete Simon III. die Burg für ein Jahrhundert an die Herren von Westphalen. Fürstbischof Dietrich Adolf (1650–1661) löste die Verpfändung wieder ein. Die Burg war Sitz des Drosten des Amtes Lichtenau. Der adelige Drost war aber in der Spätzeit des Hochstifts nicht mehr in der Burg ansässig. Vielmehr sorgte ein bürgerlicher Amtsrentmeister für die Landessteuereinnahmen und organisierte das Polizei- und Gerichtswesen.
Im Mai 1545 brannte die Stadt bis auf das Amtshaus nieder. Im Dreißigjährigen Krieg wurde die Stadt 1633 und 1642 von hessen-kasselschen Soldaten in Brand gesteckt. Regelmäßige Plünderungen wechselten mit Hungersnöten. 1636 wütete die Pest in der Stadt. Friedenszeiten waren ebenfalls Notzeiten: 1692, 1721 und 1745 waren größere Stadtbrände ausgebrochen. 1721 mussten sogar die paderbornischen Landstände für die fast vollständig zerstörte Stadt Aufbauhilfe leisten.
Hart traf Lichtenau der Siebenjährige Krieg. Sowohl alliierte als auch mit dem Stift verbündete französische Truppen zogen plündernd durch die Stadt. Hart traf es Lichtenau und Umgebung auch bei Einquartierungen.
Am 12. Dezember 1792 übernachtete Johann Wolfgang von Goethe im ehemaligen hochfürstlichen paderbornischen Posthaus (in den 1950er Jahren abgebrochen).
1802/03 wurde das Hochstift vom Königreich Preußen besetzt; die Verwaltungseinrichtungen des neuen Fürstentums Paderborn wurden zunächst beibehalten.
Lichtenau besaß schon in fürstbischöflicher Zeit eine jüdische Gemeinde. Für die 75 Juden (1800) wurde 1805 eine Synagoge errichtet.
1806 wurde Lichtenau Teil des napoléonischen Königreiches Westphalen und Sitz des Kantons Lichtenau im Departement der Fulda. In der Nacht vom 31. Oktober zum 1. November 1806 lagerte König Louis Bonaparte mit ca. 30.000 Soldaten bei Lichtenau, wobei die Stadt ausgeraubt und geplündert wurde. 1809 wurden die beiden Stadttore abgerissen. Seit 1815 gehörte Lichtenau endgültig zum Königreich Preußen. Preußen schlug Lichtenau 1816 zum Kreis Büren und schnitt die Stadt von „gewachsenen, kulturellen, historischen, geographischen und wirtschaftlichen Verhältnissen“ ab. Im Kreis Büren war Lichtenau der Sitz des Amtes Lichtenau.
In den Jahren 1831, 1842, 1885 und 1903 geschahen weitere Brandkatastrophen.
Kurz vor Kriegsende des Zweiten Weltkriegs beschossen SS-Truppen Lichtenau mit Granaten, da die Lichtenauer Bevölkerung polnischen und französischen Kriegsgefangenen, die von der SS durch den Ort transportiert worden waren, Brot zugesteckt und sich geweigert hatte, Gegenstände wie Fahrräder abzugeben. Durch Granatsplitter kamen drei Menschen zu Tode, mehrere Häuser wurden beschädigt. Die Amerikaner marschierten am 31. März 1945 in Lichtenau ein. 1945–1949 war Lichtenau Teil der britischen Besatzungszone und gehört ab 1946 zum Land Nordrhein-Westfalen.

### Hochwasser
Nachdem die an der Sauer gelegenen Ortschaften, wie Lichtenau, oftmals von Hochwasser – insbesondere 1965 – betroffen waren, wurde etwas oberhalb Lichtenaus am Saueroberlauf das Hochwasserrückhaltebecken Sudheim (1978–1980) und weit unterhalb der Kernstadt das Hochwasserrückhaltebecken Ebbinghausen (1974–1976) errichtet.

### Religionen

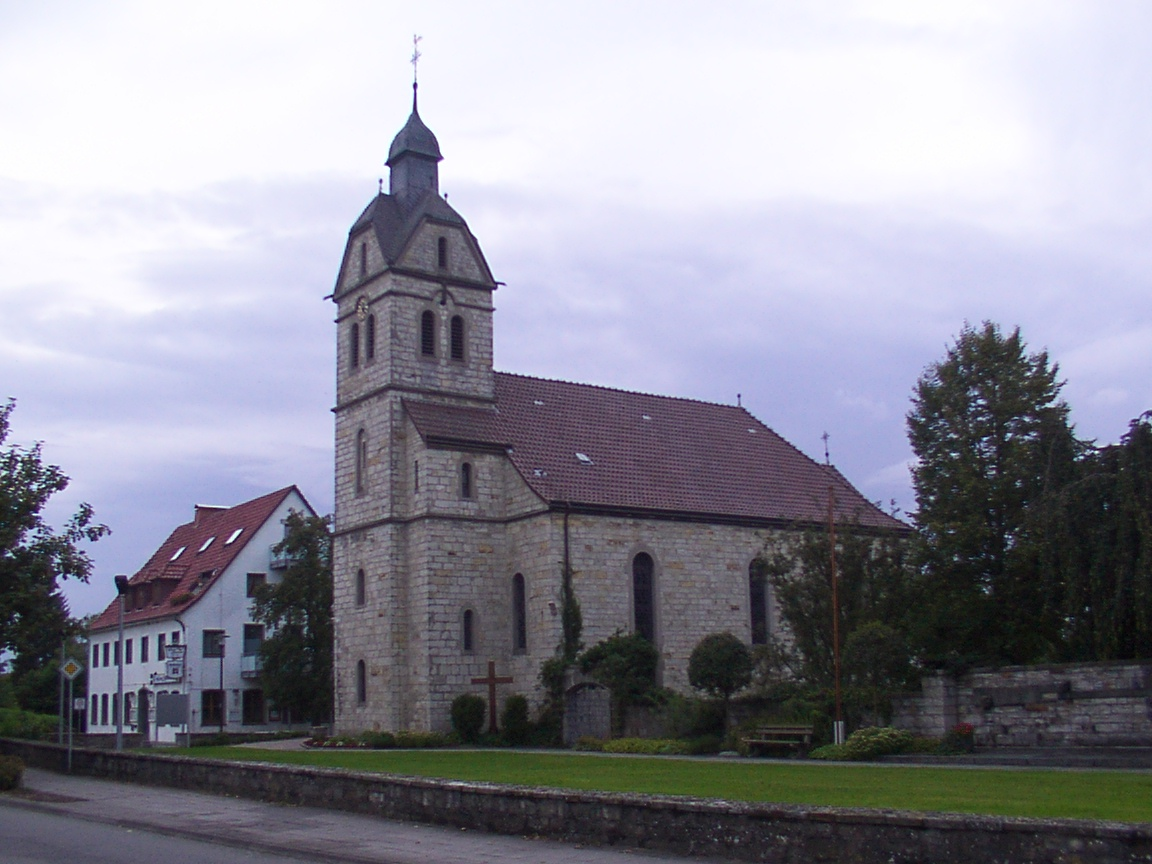
Katholische Pfarrkirche St. Magdalena im Ortsteil Husen

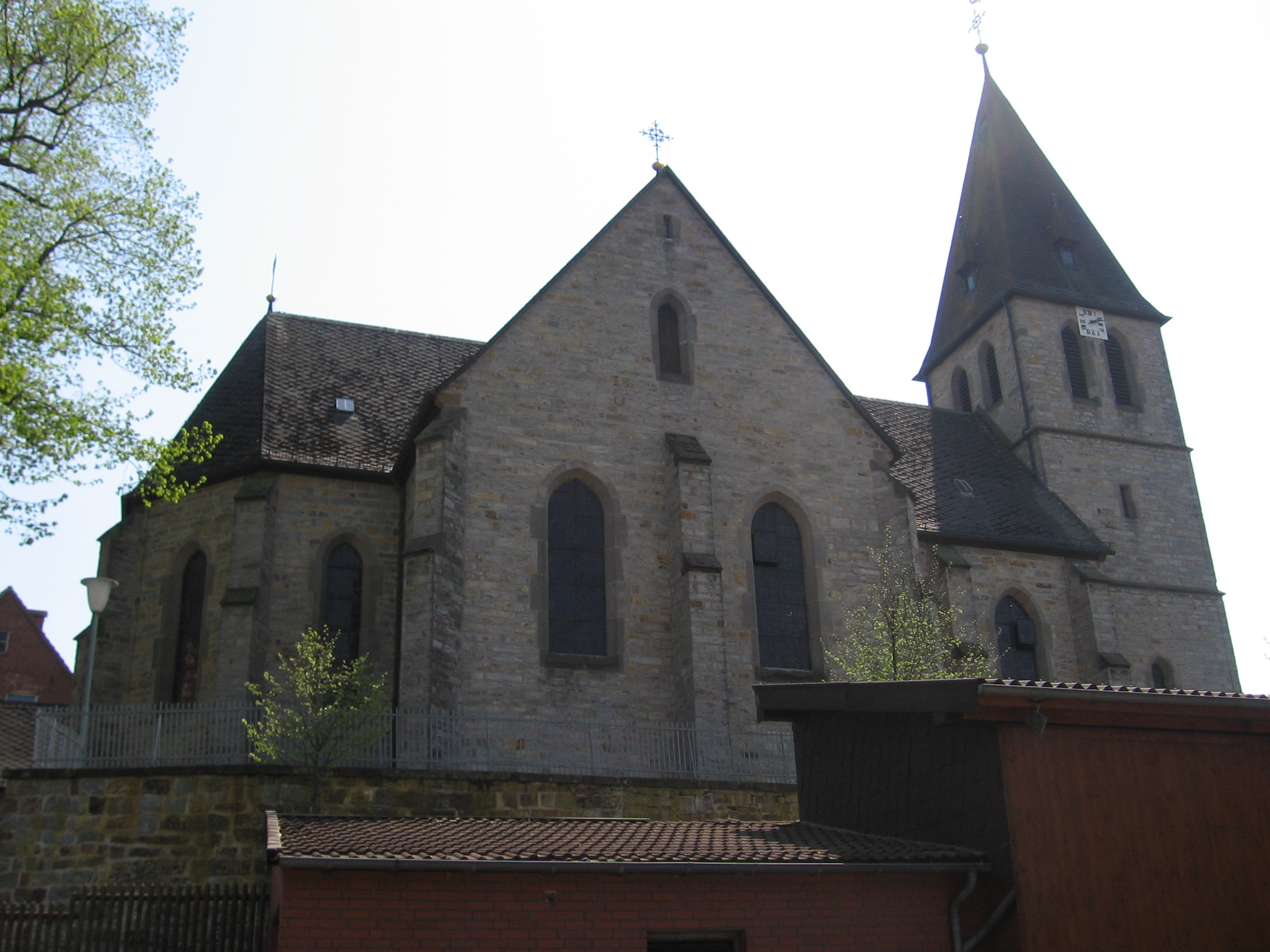
Katholische Pfarrkirche St. Alexander im Ortsteil Iggenhausen

Aufgrund seiner Zugehörigkeit zum ehemaligen Hochstift Paderborn war und ist die Bevölkerung in Lichtenau traditionell mehrheitlich katholisch. Die unter Bischof Simon I. 1273 errichtete Katholische Pfarrkirche (später St. Kilian) ist bis heute die wichtigste Gemeinde der Stadt.
Die im 16. Jahrhundert beinahe landesweit eingeführte Reformation dürfte anders als beim Landadel bei der Bevölkerung der „Dorf-Stadt“ nicht gegriffen haben. Die Konfessionalisierung unter Fürstbischof Dietrich IV. machte auch Lichtenau für die nächsten Jahrhunderte gänzlich katholisch. 
Wichtiger als die in fürstbischöflicher Zeit höchstens vorübergehend wohnhaften Protestanten war eine kleine jüdische Gemeinde mit 75 Mitgliedern im Jahre 1800. Während des Novemberpogroms 1938 wurden Wohnungen der jüdischer Einwohner zerstört. Das ehemalige Synagogengebäude blieb von einer Zerstörung verschont, da es ein Lichtenauer Bäckermeister zuvor erworben hatte. Die letzten jüdischen Bewohner wurden im Dezember 1941 und im Juli 1942 ins Warschauer Ghetto und in das Ghetto Theresienstadt deportiert. Das ehemalige Synagogengebäude wurde in den 1950er Jahren wegen Baufälligkeit abgerissen. Der während des NS-Regimes verwüstete jüdische Friedhof am Sudheimer Weg wurde in den 1970er Jahren wieder restauriert; seit 1988 erinnert ein Mahnmal am Friedhofseingang an die deportierten und ermordeten Juden. 1976 wurde eine Straße nach dem Astronomen Friedrich Simon Archenhold benannt; seit 1993 trägt auch die Hauptschule seinen Namen. 2018 wurden vom Künstler Gunter Demnig die ersten Stolpersteine als Erinnerung an die Opfer verlegt.
Mit der preußischen Herrschaft im 19. Jahrhundert kamen immer mehr Protestanten in die Stadt. 1840 wurden in der Burg Lichtenau bereits evangelische Gottesdienste gefeiert, 1853/54 wurde in Lichtenau die Evangelische Kirche als eine der ersten im Paderborner Land errichtet. Die katholische Grundausrichtung der Stadt blieb aber bis heute erhalten. Im 20. Jahrhundert kamen neue Religionsgemeinschaften in die Stadt. Die Eingemeindungen der umliegenden Dörfer hat aber den katholischen Anteil noch einmal erhöht.

### Eingemeindungen
Die Stadt Lichtenau wurde zum 1. Januar 1975 durch das Gesetz zur Neugliederung der Gemeinden und Kreise des Neugliederungsraumes Sauerland/Paderborn (Sauerland/Paderborn-Gesetz) vom 5. November 1974 (GV NRW S. 1224) aus den Gemeinden Asseln, Atteln, Blankenrode, Dalheim, Ebbinghausen, Grundsteinheim, Hakenberg, Henglarn, Herbram, Holtheim, Husen und Iggenhausen sowie den Städten Kleinenberg und Lichtenau gebildet.

### Einwohnerentwicklung
Bei den Zahlen handelt es sich ab 1975 um amtliche Fortschreibungen des Landesbetriebs Information und Technik NRW, Geschäftsbereich Statistik. Die Zahlen von 1975 bis 1985 sind geschätzte Werte, die Angabe für 1987 ist ein Volkszählungsergebnis und die Zahlen ab 1990 Fortschreibungen auf Basis der Ergebnisse dieser Volkszählung, ab 2012 Fortschreibungen auf Basis des Zensus 2011. Die Angaben beziehen sich bis inklusive 1984 auf die Wohnbevölkerung und ab 1985 auf die Bevölkerung am Ort der Hauptwohnung.

Bevölkerungsentwicklung seit 1800
(Angabe für 1800 für Lichtenau in damaligen Grenzen)

| Jahr   | Einwohner |
| ------ | --------- |
| 1800   | 01.078    |
| 1975   | 08.408    |
| 1980   | 08.592    |
| 1985   | 09.131    |
| 1987 1 | 09.147    |
| 1990   | 09.791    |
| 1995   | 10.461    |

| Jahr* | Einwohner |
| ----- | --------- |
| 2000  | 11.009    |
| 2001  | 11.138    |
| 2002  | 11.159    |
| 2003  | 11.211    |
| 2004  | 11.215    |
| 2005  | 11.237    |
| 2006  | 11.174    |

| Jahr* | Einwohner |
| ----- | --------- |
| 2007  | 11.130    |
| 2012  | 11.678    |
| 2019  | 10.570    |
| 2022  | 10.867    |

 * jeweils 31. Dezember

## Politik

### Stadtrat
Der Stadtrat besteht derzeit aus 26 Mitgliedern. Hinzu kommt der Bürgermeister als Ratsvorsitzender.
Das Ergebnis der Wahl zum Gemeinderat am 13. September 2020 ist in den Diagrammen dargestellt. Die Wahlbeteiligung lag bei 68,2 %.

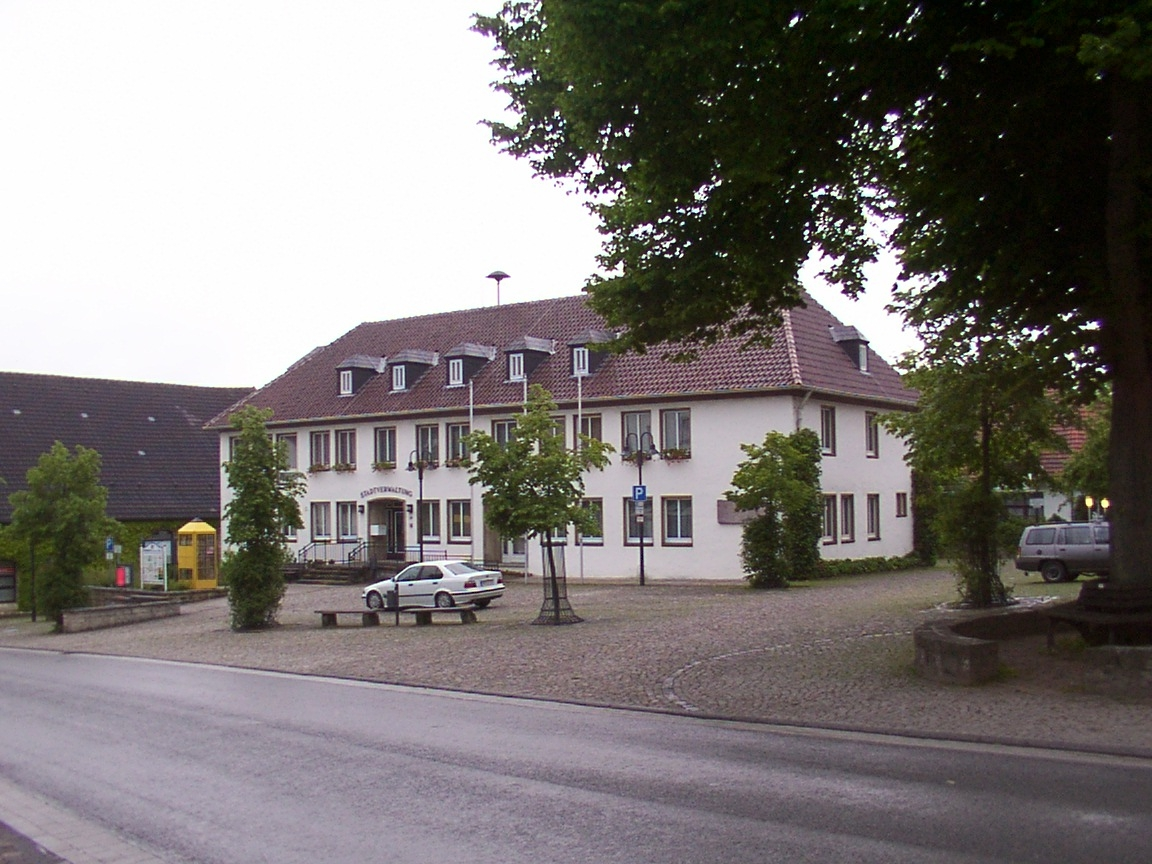
Rathaus Lichtenau

Die folgende Tabelle zeigt die Kommunalwahlergebnisse seit 1975:
| [ 16 ] [ 17 ]   | 2020  | 2020  | 2014  | 2014  | 2009  | 2009  | 2004  | 2004  | 1999  | 1999  | 1994  | 1994  | 1989  | 1989  | 1984  | 1984  | 1979  | 1979  | 1975  | 1975  |
| Partei          | Sitze | %     | Sitze | %     | Sitze | %     | Sitze | %     | Sitze | %     | Sitze | %     | Sitze | %     | Sitze | %     | Sitze | %     | Sitze | %     |
| --------------- | ----- | ----- | ----- | ----- | ----- | ----- | ----- | ----- | ----- | ----- | ----- | ----- | ----- | ----- | ----- | ----- | ----- | ----- | ----- | ----- |
| CDU             | 13    | 48,85 | 14    | 54,77 | 18    | 56,40 | 21    | 67,62 | 22    | 70,26 | 21    | 61,54 | 20    | 57,95 | 23    | 69,21 | 24    | 71,92 | n/v   | 70,37 |
| SPD             | 08    | 31,27 | 08    | 31,49 | 08    | 24,90 | 07    | 22,67 | 08    | 25,05 | 10    | 30,20 | 11    | 33,13 | 10    | 30,79 | 09    | 26,71 | n/v   | 20,78 |
| Grüne           | 03    | 10,62 | 02    | 07,69 | 03    | 08,09 | 02    | 05,20 | 02    | 04,69 | 02    | 06,25 | 02    | 05,87 | −     | −     | 0−    | −     | −     | −     |
| FDP             | 02    | 08,11 | 02    | 06,05 | 03    | 10,62 | 02    | 04,87 | −     | −     | 0     | 02,01 | 0     | 03,04 | −     | −     | 0     | 01,38 | 0     | 00,55 |
| Sonstige        | −     | −     | −     | −     | −     | −     | −     | −     | −     | −     | −     | −     | −     | −     | −     | −     | −     | −     | n/v   | 08,30 |
| Gesamt 2        | 26    | 100   | 26    | 100   | 32    | 100   | 32    | 100   | 32    | 100   | 33    | 100   | 33    | 100   | 33    | 100   | 33    | 100   | n/v   | 100   |
| Wahlbeteiligung | 68,2  | 68,2  | 62,44 | 62,44 | 63,53 | 63,53 | 69,03 | 69,03 | 70,03 | 70,03 | 87,13 | 87,13 | 75,53 | 75,53 | 72,68 | 72,68 | 77,50 | 77,50 | 97,67 | 97,67 |

### Bürgermeister
| von  | bis  | Bürgermeister       | Partei    | Stimmen | Bemerkung    |
| ---- | ---- | ------------------- | --------- | ------- | ------------ |
| 1992 | 1999 | Manfred Müller      | CDU       |         | ehrenamtlich |
| 1999 | 2004 | Manfred Müller      | CDU       | 79,1 %  | hauptamtlich |
| 2004 | 2009 | Karl-Heinz Wange    | CDU       | 67,4 %  |              |
| 2009 | 2014 | Dieter Merschjohann | CDU       | 59,1 %  |              |
| 2014 | 2020 | Josef Hartmann      | SPD       | 56,7 %  |              |
| 2020 |      | Ute Dülfer          | parteilos | 73,3 %  | Stichwahl    |

### Wappen, Banner und Flagge
| Banner, Wappen und Hissflagge |  |
|                               |  |
|                               |  |

Der Stadt Lichtenau (Westfalen) ist mit Urkunde des Regierungspräsidenten in Detmold vom 19. Juli 1976 das Recht zur Führung eines Wappens, Banners und Flagge verliehen worden.
Blasonierung: In Blau über einem kleeblattförmigen Torbogen, darin eine silberne (weiße) heraldische Lilie, ein breiter silberner (weißer) Turm mit rotem Spitzdach und silbernen (weißen) rotgedeckten Ecktürmchen; beiderseits eine ansteigende silberne (weiße) Zinnmauer, überragt von je einem silbernen (weißen) niedrigeren Zinnenturm.
Banner: Von Blau und Weiß im Verhältnis 1:3:1 längsgestreift mit dem Wappenschild der Stadt oberhalb der Mitte.
Flagge: Von Blau und Weiß im Verhältnis 1:3:1 längsgestreift mit dem von der Mitte zur Stange verschobenen Wappenschild der Stadt.
Das alte Stadtsiegel ist dem Wappen ähnlich, allerdings steht im Torbogen eine wachsende Muttergottes mit Kind, zu ihren Häupten sind Sterne. Später wurde die Mariendarstellung durch ein Kreuz ersetzt. Das Ortswappen von 1908 zeigt auf rotem Schild eine gezinnte, goldene Stadtmauer, darüber einen breiten Mittelturm mit blauem Spitzdach und zwei kleinere gezinnte Seitentürme; in der Mauer ein offener Kleeblattbogen, darin ein schwebendes goldenes Kreuz in rot. Nach der Kommunalreform wurde das ursprüngliche Siegel aufgegriffen, man symbolisierte lediglich die Muttergottes durch die heraldische Lilie.

### Städtepartnerschaften
Lichtenau pflegt seit dem 29. September 1985 partnerschaftliche Beziehungen zu Mayet im französischen Département Sarthe. Die Partnerschaft wurde von den Franzosen gewünscht und die ersten Kontakte entstanden bei einem Besuch der Franzosen in Lichtenau. Heute organisiert ein eigenes Partnerschaftskomitee jährlich zwei Besuche sowie Schüleraustausche der Lichtenauer Realschule und des Gymnasiums in Mayet.
Seit dem 27. Februar 1993 führt Lichtenau eine Partnerschaft zur Gemeinde Rangsdorf in Brandenburg.
Am 14. Oktober 1996 wurde eine Partnerschaftsurkunde mit der polnischen Gemeinde Pieniężno (Mehlsack) unterzeichnet. Ziele der Partnerschaft sind Zusammenarbeit und Austausch in verschiedensten Gebieten, wie Wissenschaft und Bildung, Kultur, Touristik und Sport sowie Ökologie und Sozialem. So finden regelmäßig Schüleraustausche und gemeinsame Ausstellungen statt. Künstler beider Städte besuchen sich gegenseitig und es werden Informationsaustausche organisiert.

## Kultur und Sehenswürdigkeiten

### Theater
In der Schützenhalle werden gelegentlich Theaterstücke von Amateurtheatern aufgeführt. Die nächstgelegenen Theater sind das Theater Paderborn – Westfälische Kammerspiele, das Theater Bielefeld und das Landestheater Detmold.

### Museen
Das europaweit erste Museum für Klosterkultur wurde nach umfangreicher Renovierung und Restaurierung des ehemaligen Augustinerinnen-Kloster Dalheim am 22. Mai 2007 eröffnet. Es trägt den Namen „LWL-Museum für Klosterkultur“.
Außerdem gibt es noch das Heimat- und Naturkundemuseum Lichtenau in der Begegnungsstätte der Stadt.

### Musik
In Lichtenau existieren in den Ortsteilen fünf Spielmannszüge und vier Musikvereine. Hinzu kommen ein Tambourcorps, eine Musikkapelle, eine Musikensemble, ein Blasorchester, eine Jagdhorn-Bläsergruppe sowie die Eggegebirgskapelle. Es gibt zwei Kirchenchöre, einen gemischten Chor und einen reinen Frauenchor.

### Bauwerke
Die katholische Pfarrkirche St. Kilian mit Westturm und platt geschlossenem Chor entstand vermutlich ab 1323. Das Innere der gotischen Hallenkirche wird von einem Kreuzrippengewölbe überspannt, das von Rundpfeilern getragen wird. Auf eine Erneuerung von 1670 geht das Südportal von 1670 zurück, das mit dem Wappen des Fürstbischofs von Paderborn versehen ist. Zur Ausstattung gehören der 1624 gestiftete Alabaster-Hochaltar und der Orgelprospekt von 1754. Das Altargemälde ist mit 1749 bezeichnet.

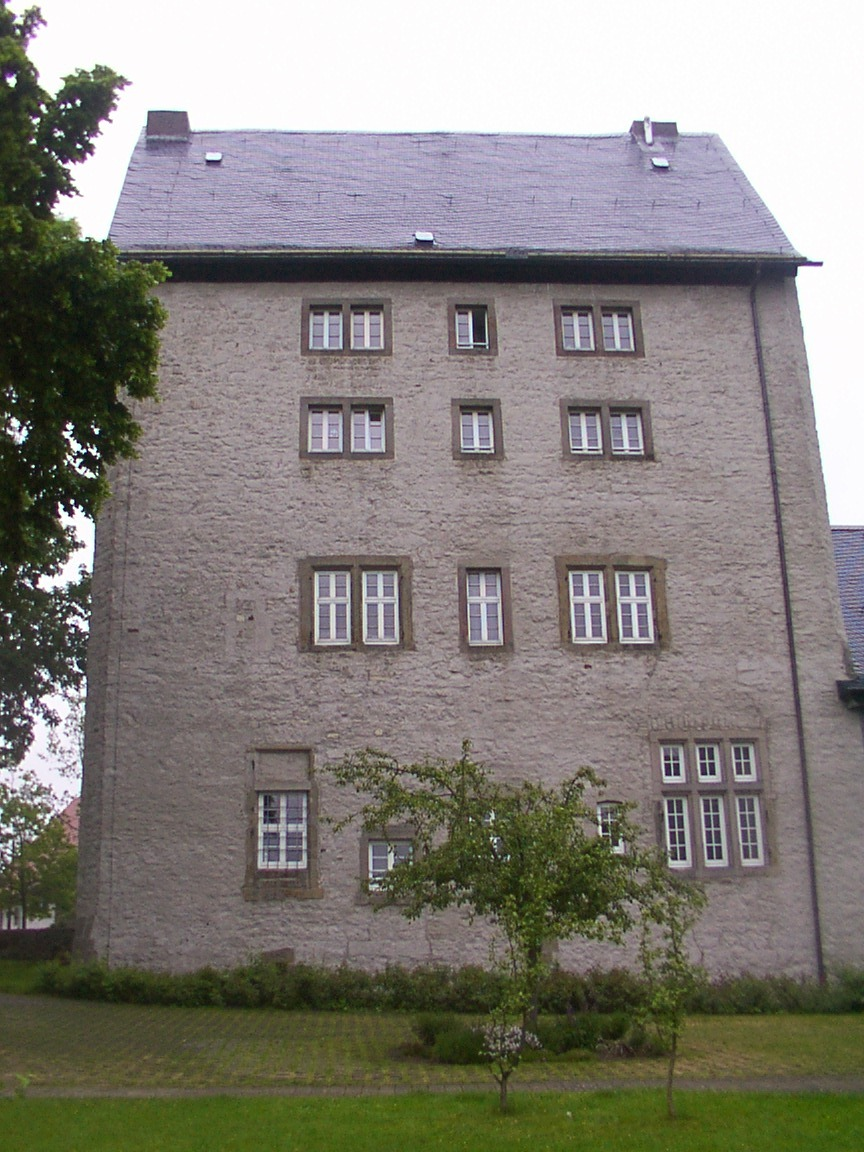
Die Burg

Das rechteckige viergeschossige Turmhaus der Burg Lichtenau stammt wohl noch aus dem 14. Jahrhundert. Es wurde 1710 erneuert und 1853 im Inneren ausgebaut. Vergleichbare Turmburgen finden sich in Beverungen und bei Marienmünster. Unweit der Burg haben sich Reste der Stadtbefestigung erhalten. Auch an der Nordwestecke der Stadtbefestigung ist mit dem Elkenturm noch ein Teil der Stadtbefestigung zu sehen, von der das Gemälde Lichtenaus von Carl Ferdinand Fabritius aus dem Jahr 1665 zudem die westliche Toranlage zeigt.

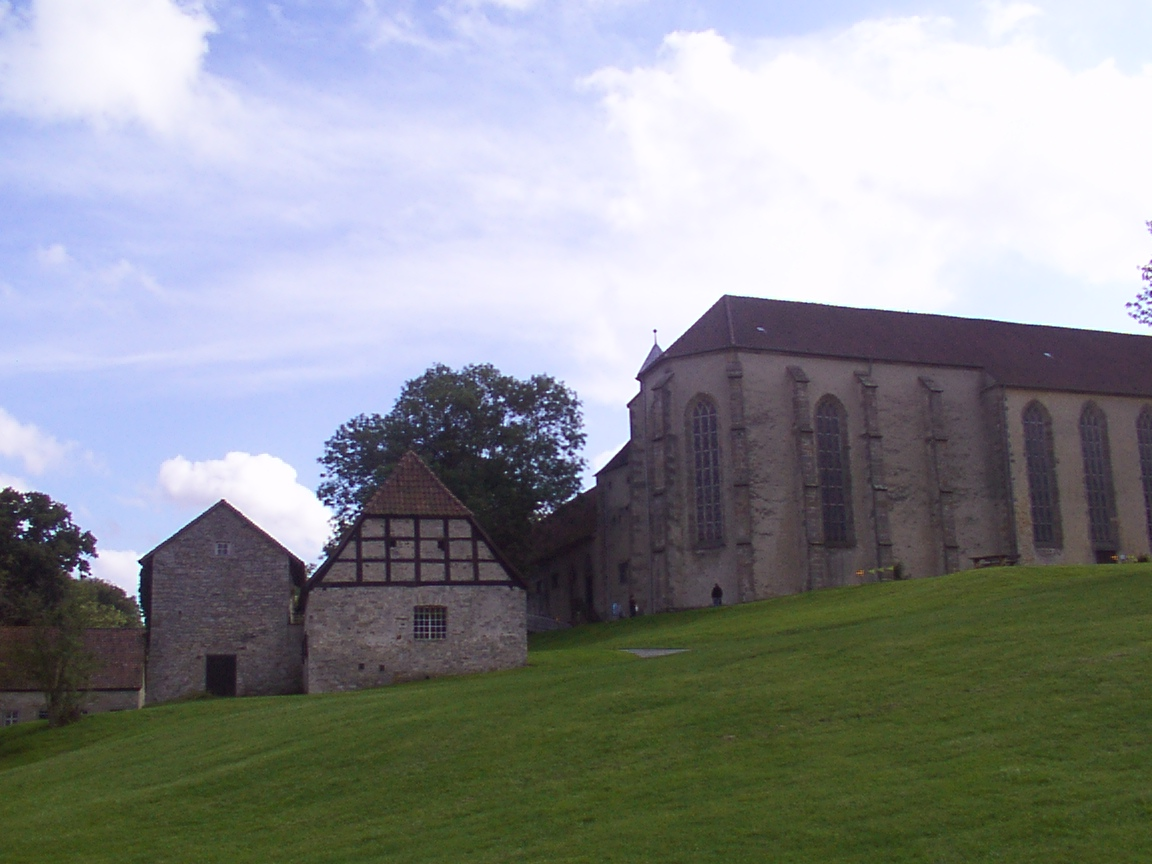
Ehemalige Klosterkirche des Klosters Dalheim mit Nebengebäuden von Nordost

Im gleichnamigen Ortsteil steht das Kloster Dalheim, ein ehemaliges Augustiner-Chorherren-Stift. Das Kloster wurde 1429 gegründet und prägte bis zur Säkularisation 1803 das Paderborner Land. Einige Wirtschaftsgebäude wurden abgerissen oder zu Stallungen umgebaut; andere Gebäude wurden neu errichtet. 1838 brannte der spätmittelalterlich-barocke Kern der Anlage aus und wurde später in vereinfachter Form neu errichtet. 1979 erwarb der Landschaftsverband Westfalen-Lippe die Anlage und baute sie zum Museum für Klosterkultur um.

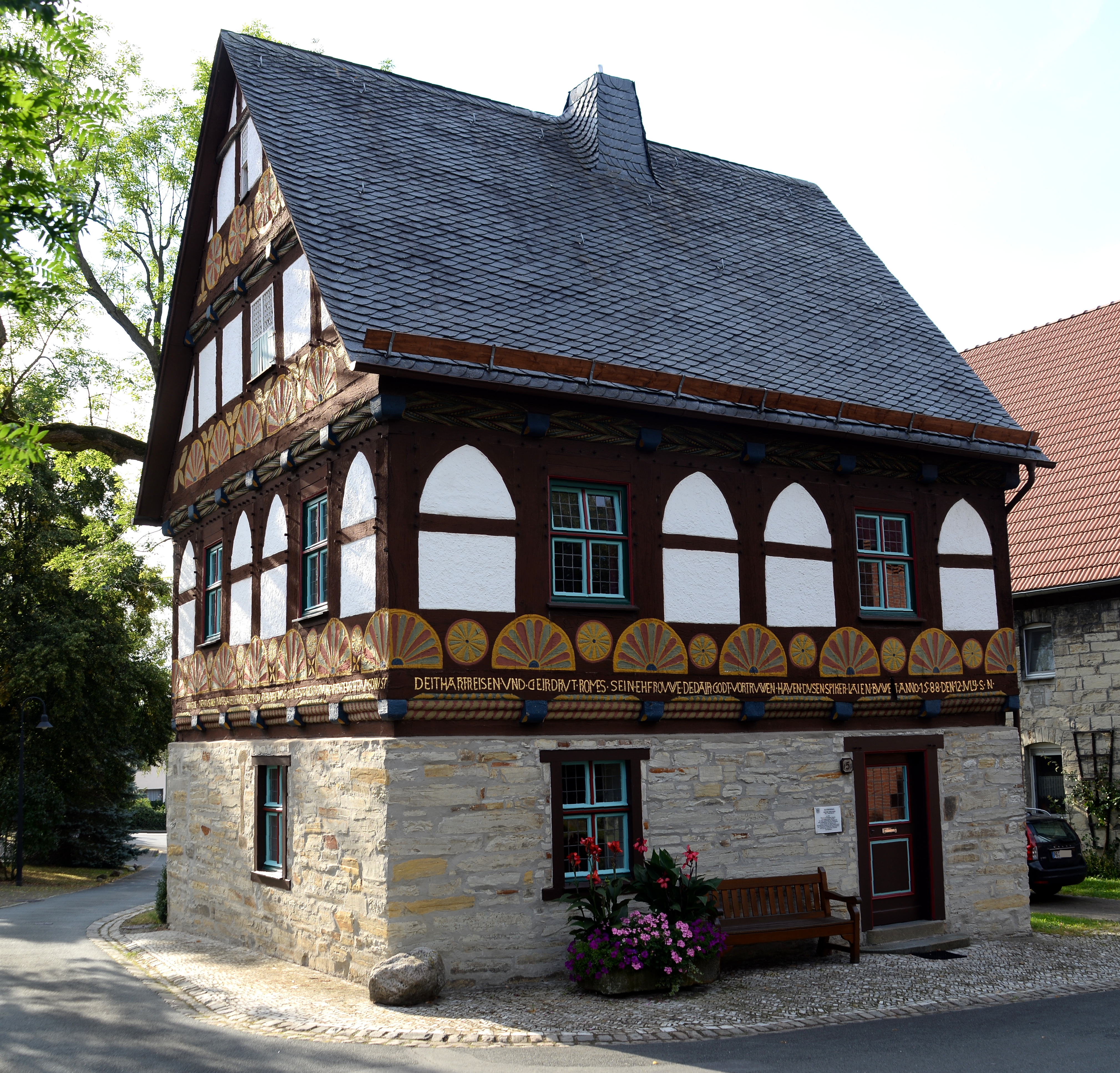
Der Spieker in Atteln

Der Spieker in Atteln wurde 1588 errichtet und misst 9 m × 8 m Grundfläche. Der Spieker wurde jedoch nie als Speicher, sondern als Vogts- oder Amtshaus genutzt.

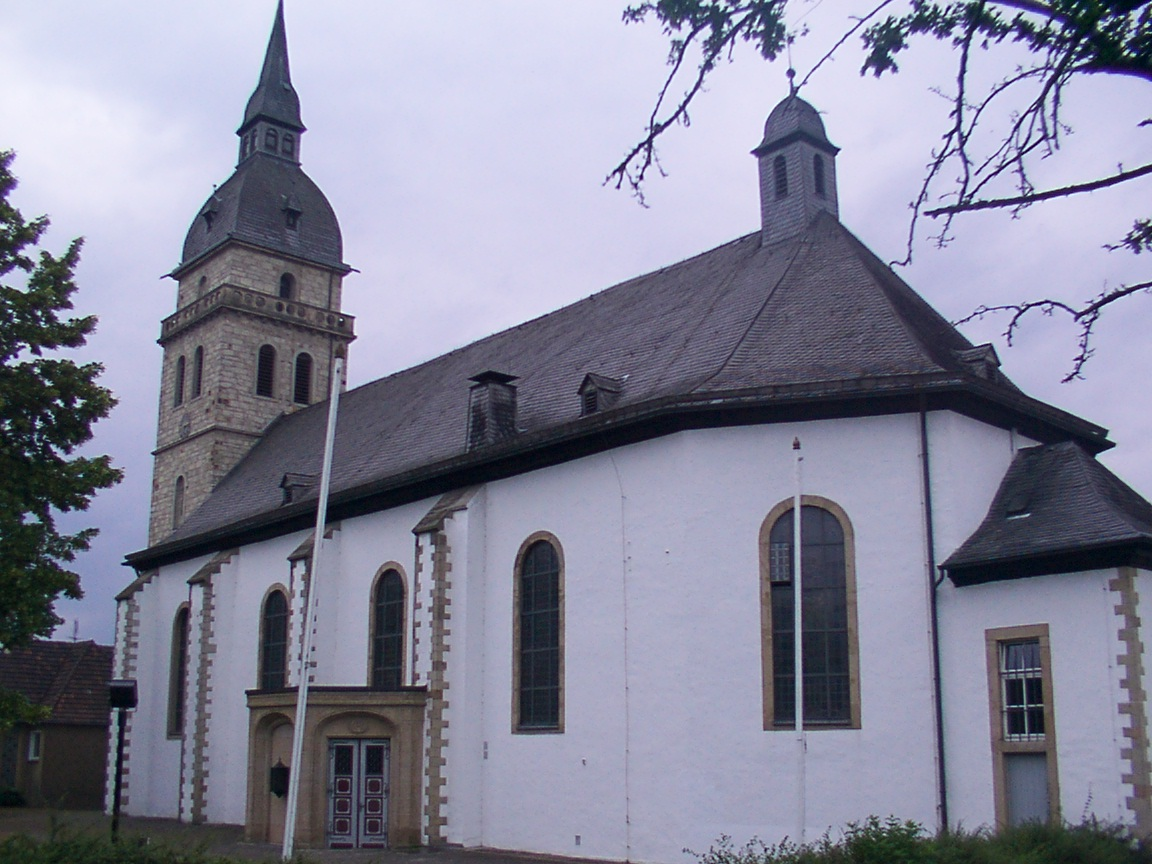
St. Achatius in Atteln

Die St. Achatius (Atteln) wurde 1712 fertiggestellt. Im Inneren der Kirche findet sich ein Altar von 1761 und eine Stahlmadonna, ebenfalls aus dem 18. Jahrhundert. In der Kirche finden sich die Bischöfe Petrus und Augustinus; beides sind Steinfiguren, die ursprünglich aus dem Kloster Dalheim stammen. 1900 erfolgte die Erneuerung des Kirchturms und die Verlängerung der Kirche um ein Joch.
Aus der Jungsteinzeit haben sich im Altenautal sieben Steinkammergräber erhalten. Jeweils zwei davon liegen in Atteln und Henglarn. Eines der Gräber hat man restauriert und archäologisch aufgearbeitet. Es ist in seiner ursprünglichen Abmessung und Ausführung wieder hergestellt und enthält Skelette.
Im 13. Jahrhundert wurde die Stadt Blankenrode errichtet (heute wüst beim heutigen Stadtteil gleichen Namens – siehe Stadtwüstung Blankenrode). Sie liegt an der Grenze des Hochstifts Paderborn zur Grafschaft von Waldeck und sollte den Einflussbereich des Bischofs Simon I. von Paderborn und des Abtes von Corvey gegen die Grafen von Waldeck sichern.
Beim Neubau der Pfarrkirche St. Margarethe in Henglarn 1903 wurde der Kirchturm des Vorgängerbaus integriert. Die Basis des Turmes soll im 12. Jahrhundert errichtet worden sein.
Aus dem 14. Jahrhundert stammt der Burgstall der Vienenburg nordwestlich von Henglarn. Auch die Wallreste der Marschallsburg südwestlich von Holtheim sind ins Spätmittelalter einzuordnen.
Nach dem Volksmund gab es in Kleinenberg eine Erscheinung eines Muttergottesbildes, so dass hier ein Wallfahrtsort entstanden ist und man eine hölzerne Kapelle errichtete. 1742 wurde sie durch eine barocke Kapelle ersetzt. Das alte Gnadenbild um 1400 zeigt die Helferin vom kleinen Berg und wurde in den Hochaltar übernommen. Die Kapelle trägt viele Inschriften, die insbesondere auf Kriege Bezug nehmen.

### Parks
Auf dem Gebiet der Stadt gibt es zwei ausgewiesene Parks, die beide öffentlich zugänglich sind. Die Wallfahrtsanlage Kleinenberg hat eine Größe von etwa einem Hektar, der Garten der Klosteranlage Dalheim ist etwa 8,5 Hektar groß.

### Naturdenkmäler
- Wuchereiche beim Kloster Dalheim mit einem Brusthöhenumfang von 6,71 m (2014).[22]

### Naturschutzgebiete
In Lichtenau gibt es fünf Naturschutzgebiete, die vollständig auf dem Stadtgebiet liegen. Dies sind das Sauertal (ca. 926,7 ha), das Eselsbett (ca. 99,6 ha), das Naturschutzgebiet Schwarzes Bruch (ca. 31 ha), das Sauerbachtal Bülheim (ca. 49,5 ha), das Naturschutzgebiet Marschallshagen und Nonnenholz mit oberem Altenautal (ca. 1945,4 ha), das Naturschutzgebiet Bleikuhlen (ca. 1,84 ha) und das Schwarzbachtal (ca. 221 ha). Bei Eselsbett und Schwarzem Bruch handelt es ich um mittlerweile wiedervernässte Moore. Insgesamt ist die Natur in Lichtenau durch Hügel und Flusstäler geprägt.
Bei einer Gesamtgröße von rund 3275 ha Naturschutzgebieten in der Stadt sind somit mehr als 17 % des Stadtgebietes geschützt. Dies ist im landesweiten Vergleich ein sehr hoher Wert.

### Sport
In Lichtenau gibt es neun allgemeine Sportvereine, sechs Angelsportvereine, drei Tennisclubs, drei Reitervereine, zwei DLRG-Ortsgruppen und einen Volkstanzkreis. Die meisten sind im Stadtsportverband Lichtenau organisiert.
Die Stadt unterhält ein Freibad in Lichtenau, neben dem Sportplatz, und ein Naturbad in Atteln.

### Regelmäßige Veranstaltungen
Im Sommer jeden Jahres findet im Kloster Dalheim eine Veranstaltungsreihe mit überregionaler Bedeutung statt.
Außerdem finden Schützenfeste in allen Stadtteilen statt.
Im August findet das Fischerfest des Sportangelverein Lichtenau statt. Angeboten werden regionale und überregionale Fischspezialitäten.
Anfang Oktober ist alle zwei Jahre der Wildschütz Klostermann-Markt in Lichtenau. Angeboten werden Produkte, Informationen und Kulinarisches aus den Bereichen Natur, Wald, Wild, Landwirtschaft und regenerative Energien. Außerdem findet jährlich der Wildschütz Klostermann-Lauf des VfL Lichtenau statt.
Im Dezember findet der Adventsmarkt statt.

## Wirtschaft und Infrastruktur

### Verkehr
Der Ort Lichtenau liegt an der Bundesstraße 68, auf der im Nordwesten Paderborn und im Südosten Scherfede bei Warburg erreicht werden kann. Die L 817 führt in südwestlicher Richtung zur A 44 und im Nordosten in Richtung Bad Driburg.
Regionalbusse der BahnBus Hochstift GmbH fahren im regelmäßigen Taktverkehr nach Paderborn, aus Paderborn kommende Schnellbusse fahren weiter bis Warburg. An Wochenenden und vor ausgewählten Feiertagen verkehren Nachtbusse aus Paderborn bis Lichtenau. Ortsbusse verbinden die Stadtteile untereinander. Lichtenau gehört zum Bereich des Nahverkehrsverbunds Paderborn-Höxter („Hochstift-Tarif“).
Nächstgelegene Bahnhöfe sind Paderborn Hbf (etwa 20 km entfernt), Altenbeken (etwa 14 km entfernt) sowie Warburg (etwa 24 km entfernt).
Der nächste Verkehrsflughafen ist der Flughafen Paderborn/Lippstadt in etwa 28 km Entfernung.
Das Stadtgebiet hat Anteil am 210 km langen Westfalenwanderweg, der von Hattingen nach Altenbeken führt.

### Medien
Als Tageszeitungen erscheinen von Montag bis Samstag die Neue Westfälische und des Westfalen-Blatt. Beide Zeitungen beziehen ihren Mantel von ihren jeweiligen Redaktionen aus Bielefeld. Sie berichten im Lokalteil aus Lichtenau und den umliegenden Gemeinden. Zudem erscheint vierteljährlich im Hochstift Paderborn die Zeitschrift Die Warte für die Kreise Paderborn und Höxter, mit Beiträgen zur Regionalgeschichte, Literatur und Kunst. Außerdem erscheinen monatlich Die 15 und Rundblick Stadt Lichtenau. Beide Printmedien berichten ausschließlich über Lichtenau und die Stadtteile.
Lichtenau gehört zum Berichtsgebiet des Regionalstudios Bielefeld des WDR. Weiterhin gehört die Stadt zum Sendegebiet von Radio Hochstift.

### Öffentliche Einrichtungen
Zum 1. Januar 2009 gliederte die Stadt ihr Wasser- und Klärwerk in die Stadtwerke Lichtenau aus.
Die Freiwillige Feuerwehr Lichtenau unterhält in allen Ortsteilen eigene Löschgruppen.

### Bildung
Die Stadt bietet eine Grundschule in Lichtenau und eine weitere Grundschule in Henglarn/Atteln sowie eine Realschule (Realschule+) in Lichtenau an. Ein Gymnasium gibt es in Lichtenau nicht, hier müssen die Einrichtungen von Paderborn, Büren und Bad Driburg-Neuenheerse besucht werden.
Im Jahr 2007 wurden an den Schulen der Stadt mit 68 Lehrkräften insgesamt 1176 Schüler unterrichtet, davon 46,3 % an den Grundschulen, 15,4 % an der Hauptschule und 38,3 % an der Realschule.
Für die frühkindliche Bildung ist die Stadt Trägerin von sieben kommunalen Kindergärten.
Seit 1977 existiert für die Erwachsenenbildung in Lichtenau eine Zweigstelle der Volkshochschule Paderborn.

### Ansässige Unternehmen
In Lichtenau sind vorrangig Unternehmen der EDV-, Möbel-, Bau und Metallbranche vertreten. Hinzu kommen mittelständische Handwerks- und Handelsunternehmen.
Das Technologie-Zentrum Lichtenau wurde 2005 eröffnet. Das Existenz- und Gründerzentrum befasst sich schwerpunktmäßig mit erneuerbaren Energien und bietet vor allem jungen Unternehmen Unterstützung.

## Söhne und Töchter der Stadt
- Werner Adolph von Haxthausen (1744–1823), fürstbischöflicher paderbornischer Drost im Amt Lichtenau
- Nikolaus Hesse (1794–1868), Mitglied der preußischen Nationalversammlung und Teilnehmer an der Schlacht bei Waterloo
- Friedrich Simon Archenhold (1861–1939), Mitbegründer der nach ihm benannten Archenhold-Sternwarte in Berlin-Treptow. In Lichtenau sind die Archenhold-Hauptschule und eine Straße nach dem Astronomen benannt.
- August Dissen (1875–1933), Bürgermeister der Stadt Warburg
- Franz Böhner (1889–1954), Politiker (Zentrumspartei), MdR, MdB, MdL (Nordrhein-Westfalen)
- Heinrich Böhner (Pater Philotheus OFM), Philosophiehistoriker und Botaniker * 17. Februar 1901 in Lichtenau (Westfalen), † 22. Mai 1955 in St. Bonaventure (N.Y., USA)
- Ulrich Thöne (1951–2021), Gewerkschafter, Vorsitzender der Gewerkschaft Erziehung und Wissenschaft
- Michael Thamm (1957–2010), Journalist
- Ulrich Eichelmann (* 1961), in Atteln geborener Naturschützer und Filmemacher
- Manfred Müller (* 1961), Politiker (CDU) und Landrat des Kreises Paderborn
- Anne Bunte, geb. Kurte  (* 1962), Ärztin